# Famille Clifford
Cette page explique l’histoire ou répertorie les différents membres de la famille Clifford.
La famille de Clifford appartient aux familles subsistantes de la noblesse anglo-normande. Leur présence est attestée dès les premières années du XIIe siècle à Hay-on-Wye dans le comté d'Herefordshire, et la famille compte pairs et baronnets dès le début du XIXe siècle.

## Titres de pair Clifford

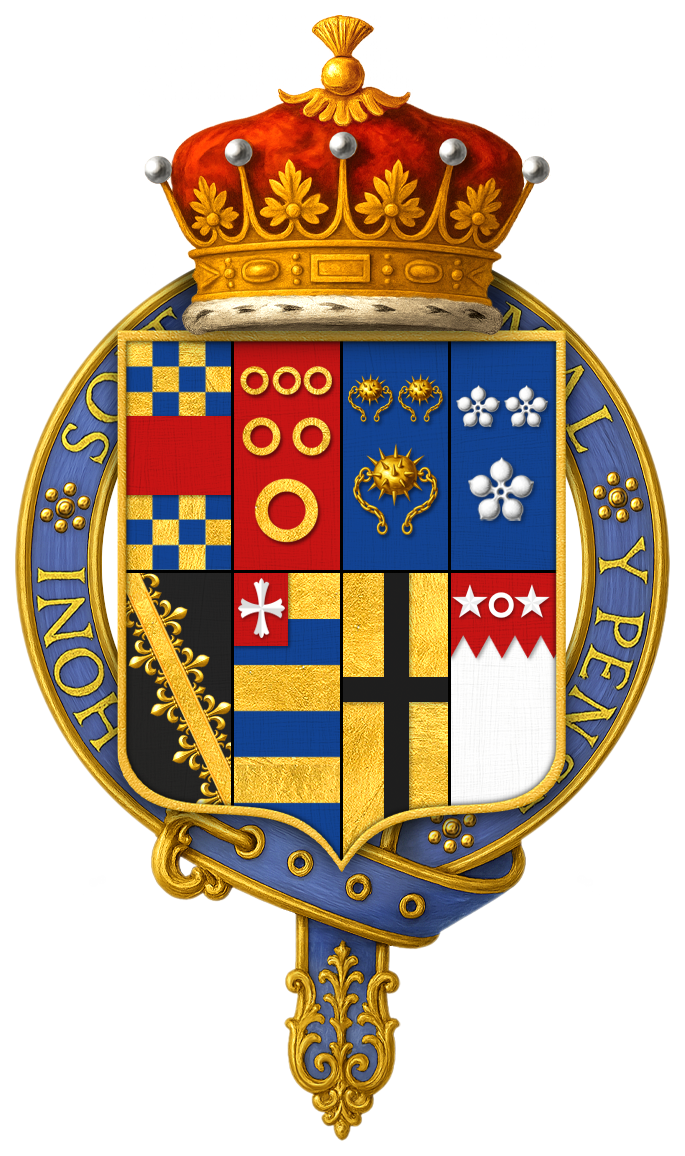
Armes de Sir Henry Clifford KG, créé 1er comte de Cumberland

- Baron : de Clifford - cr. 1299 par instruction (pour Robert de Clifford, 1er baron de Clifford); l'actuel titulaire est John Russell, le 27e baron (né 1928; cadet des ducs de Bedford)[3].
- Baron : Clifford - cr. 1628 par accélération (pour Henry Clifford, 5e comte de Cumberland); en indivision depuis 1858 au mort du 6e duc de Devonshire : les cohéritiers supérieurs, en 2016, sont le comte Granville et le comte de Carlisle.
- Baron : Clifford de Lanesborough - cr. 1644 (pour le comte de Burlington et Cork, époux de la Lady Elizabeth Clifford, fille du 5e comte de Cumberland); éteint 1753 au mort du 3e comte.
- Baron : Clifford de Chudleigh - cr. 1672 (pour Thomas Clifford MP); l'actuel titulaire, le 14e baron (né 1948), comte du Saint-Empire, est directeur de la Clifford Estate Co. à Ugbrooke dans le Devon[4]; l'héritier apparent est son fils Alexander Clifford.
- Comte : Cumberland - cr. 1525 (pour Henry Clifford, fils du 10e baron de Clifford); éteint au mort en 1643 du 5e comte (créé 1er baron Clifford).
  - Comte : Thanet - les 3e et 4e comtes succèdent au baron de Clifford (cr. 1299).
- Duc : Devonshire - les 5e et 6e ducs succèdent au baron Clifford (cr. 1628).

Ces baronnies créées par mandat dans la pairie d'Angleterre (sauf que le titre Clifford de Chudleigh) peuvent évoluer par privilège via fils et filles.

### Titre héréditaire de noblesse
- Baronnet : Clifford - cr. 1838 (pour l'amiral Sir Augustus Clifford MP[5], issu illégitime du 5e duc de Devonshire aussi le 7e baron Clifford); éteint au mort de son troisième fils, le 4e baronnet[6].

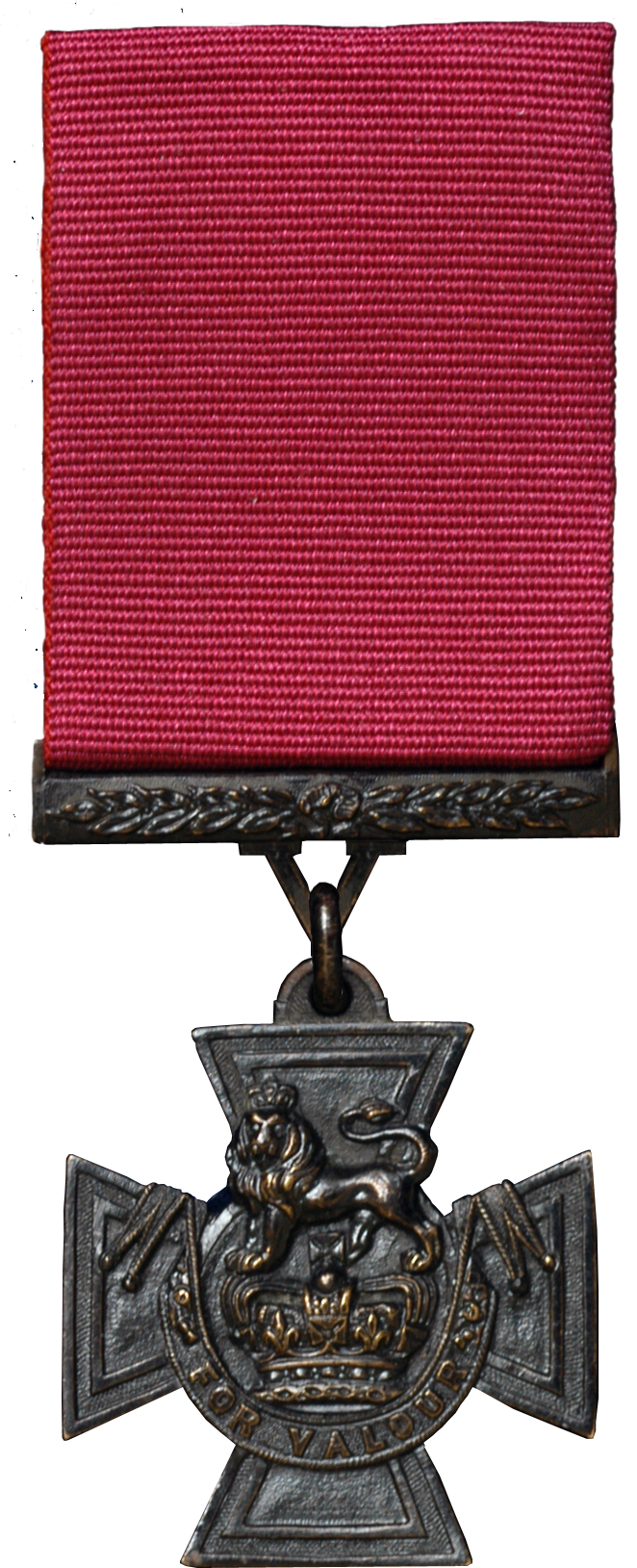
V.C.

### Membres distingués de la famille
- Anne Clifford, 14e baronne suo jure de Clifford.
- Catherine Clifford épouse (1re) John, 8e baron Scrope[7] puis Richard Cholmeley[8].
- Henry Clifford, 1er comte de Cumberland épouse la Eleanor Brandon.
- Henry Clifford, récipiendaire de la croix de Victoria.
- Hugh Clifford, gouverneur-général de Ceylan.
- Lucy Clifford, fille de Thomas Clifford, épouse le cardinal Weld.
- George Clifford, 3e comte de Cumberland épouse Lady Margaret Russell.
- Margaret Clifford épouse Henry Stanley, 4e comte de Derby.
- Évêque Richard Clifford de Worcester puis Londres.
- Sophia, 22e baronne suo jure de Clifford épouse le Capt. John Russell, fils du Lord William Russell.
- William Clifford.

### Domaines historiques Clifford
- Appleby Castle
- Brough Castle
- Brougham Castle
- Clifford Castle
- Clifford's Inn
- Clifford Street, London W1
- Skipton Castle
- Ugbrooke

Écu des barons de Clifford (depuis 1874)

- Frampton Court, manoir de la famille Clifford cadet dans le Gloucestershire depuis le XIIe s., qv. Burke's Landed Gentry (édn 1952)[9].

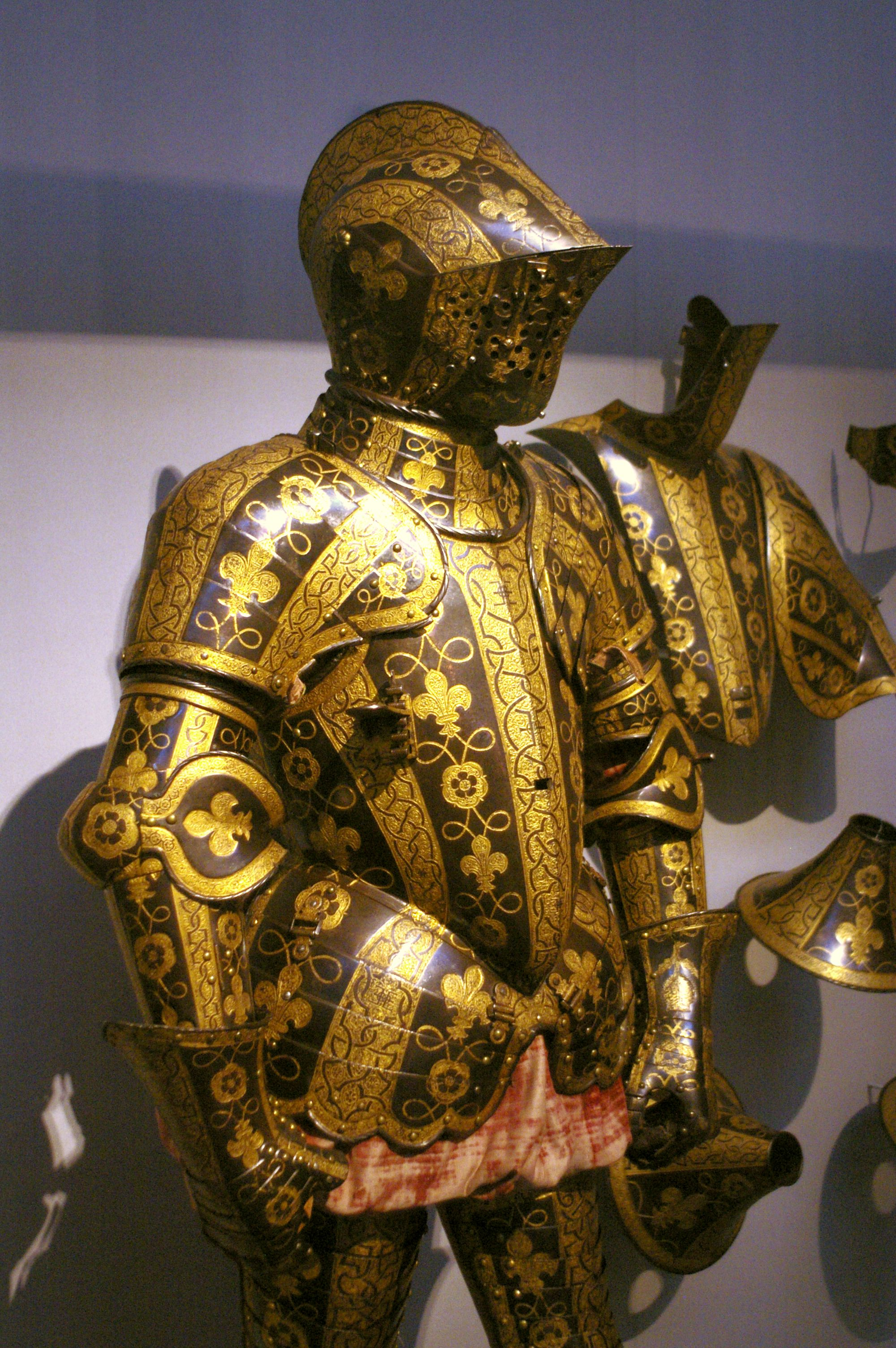
Cotte des Cliffords